# 분할 완전열
호몰로지 대수학에서 분할 완전열(分割完全列, 영어: split exact sequence)은 일부 사상이 일종의 역원을 가져서, 가운데의 대상을 좌·우의 대상들의 합성으로 볼 수 있게 하는 짧은 완전열이다.

## 정의
핵과 여핵이 존재하는 범주에서, 다음과 같은 짧은 완전열
{\displaystyle 0\to X{\xrightarrow {a}}Y{\xrightarrow {b}}Z\to 0}
이 존재한다고 하자. 이 완전열에 대하여,
- 만약 {\displaystyle a}가 분할 단사 사상이라면 (즉, {\displaystyle {\tilde {a}}\circ a=1_{X}}인 {\displaystyle {\tilde {a}}\colon Y\to X}가 존재한다면), 이 완전열이 왼쪽 분할 완전열(영어: left-split exact sequence)이라고 한다.
- 만약 {\displaystyle b}가 분할 전사 사상이라면 (즉, {\displaystyle b\circ {\tilde {b}}=1_{Z}}인 {\displaystyle {\tilde {b}}\colon Z\to Y}가 존재한다면), 이 완전열이 오른쪽 분할 완전열(영어: right-split exact sequence)이라고 한다.

분할 보조정리에 따르면, 아벨 범주에서의 짧은 완전열 {\displaystyle 0\to X\to Y\to Z\to 0}에 대하여 다음 명제들이 서로 동치이다.
- {\displaystyle X\to Y\to Z}는 왼쪽 분할 완전열이다.
- {\displaystyle X\to Y\to Z}는 오른쪽 분할 완전열이다.
- {\displaystyle Y\cong X\oplus Z}이며, 이 경우 {\displaystyle {\tilde {a}}}와 {\displaystyle b}는 {\displaystyle X\oplus Z}에서 {\displaystyle X} 또는 {\displaystyle Z}로 가는 사영 사상이다.

아벨 범주에서, 이 조건을 만족시키는 짧은 완전열을 분할 완전열이라고 한다. 즉, 분할 완전열에서는 다음과 같은 사상들이 존재한다.
{\displaystyle 0\to X{{\xrightarrow {a}} \atop {\xleftarrow[{\tilde {a}}]{}}}Y{{\xrightarrow {b}} \atop {\xleftarrow[{\tilde {b}}]{}}}Z\to 0}

## 군의 범주에서의 분할 완전열
군의 범주 {\displaystyle \operatorname {Grp} }는 아벨 범주가 아니며, 분할 보조정리가 성립하지 않는다. 군의 범주에서는 다음 두 명제가 서로 동치이다.
- {\displaystyle X\to Y\to Z}는 왼쪽 분할 완전열이다.
- {\displaystyle Y\cong X\times Z}이며, 이 경우 {\displaystyle {\tilde {a}}}와 {\displaystyle b}는 {\displaystyle X\times Z}에서 {\displaystyle X} 또는 {\displaystyle Z}로 가는 사영 사상이다.

군의 범주에서는 다음 두 명제가 서로 동치이다.
- {\displaystyle X\to Y\to Z}는 오른쪽 분할 완전열이다.
- {\displaystyle Y}는 반직접곱 {\displaystyle X\rtimes Z}와 동형이다. 이 경우 {\displaystyle {\tilde {b}}}는 포함 사상 {\displaystyle Z\hookrightarrow Y}이다.

왼쪽 분할 조건은 오른쪽 분할 조건을 함의하지만, 그 역은 일반적으로 성립하지 않는다.